# 24 décembre 1962
Le lundi 24 décembre 1962 est le 358e jour de l'année 1962.

## Naissances
- Belinda Bauer, écrivaine britannique
- David Cobb, personnalité politique américaine
- Edwin Bafcop, cycliste belge
- Hassan Aourid, politologue, enseignant-chercheur et écrivain marocain
- Ibukun Awosika, femme d'affaires nigériane
- Jorge Ortín, acteur mexicain
- Juan Hernández Pérez, boxeur cubain
- Karel Glastra van Loon (mort le 1er juillet 2005), journaliste et écrivain néerlandais
- Kate Spade, styliste américaine
- Mooseman (mort le 2 février 2001), bassiste de metal américain
- Nobuteru Yūki, animateur japonais
- Renaud Garcia-Fons, compositeur et contrebassiste de jazz et de world music

## Décès
- André Léveillé (né le 9 mai 1880), peintre français
- Eveline Adelheid von Maydell (née le 19 mai 1890), artiste allemande
- Khyenrab Norbu (né en 1882), médecin tibétain, 1er directeur de  Mentsikhang
- Wilhelm Ackermann (né le 29 mars 1896), mathématicien allemand

## Événements
- Sortie du film Nous irons à Deauville